# Crenocrassatella yagurai
Crenocrassatella yagurai is een tweekleppigensoort uit de familie van de Crassatellidae. De wetenschappelijke naam van de soort is voor het eerst geldig gepubliceerd in 1927 door Makiyama.